# 保康县站
保康县站位于中华人民共和国湖北省襄阳市保康县后坪镇，是郑渝高速铁路上的高铁站，2022年6月20日启用。

## 歷史
- 2022年6月20日启用。

## 外部連結
- 中国铁路客户服务中心 （页面存档备份，存于）